# Viktor Axelsen
Viktor Axelsen (* 4. ledna 1994 Odense) je dánský badmintonista, dvojnásobný olympijských vítěz z mužské dvouhry. Na předchozích hrách v Riu roku 2016 bral ve stejné disciplíně bronz. Ve dvouhře je dvojnásobným mistrem světa z let 2017 a 2022, stejně jako trojnásobným mistrem Evropy (2016, 2018, 2022). S dánskou reprezentací vyhrál v roce 2016 prestižní Thomas Cup. Na světové tour vyhrál dosud patnáct turnajů. Jeho partnerka Natalia Koch Rohdeová rovněž závodně hraje badminton. Je proslulý tím, že ovládá mandarínskou čínštinu.